# Braura truncatum
Braura truncatum is een vlinder uit de familie spinners (Lasiocampidae). De wetenschappelijke naam van deze soort is voor het eerst geldig gepubliceerd in 1855 door Walker.
De soort komt voor in tropisch Afrika.